# Ellinsaari (ö i Päijänne-Tavastland)
Ellinsaari är en ö i Finland. Den ligger i sjön Ala-Rieveli och i kommunen Heinola i den ekonomiska regionen  Lahtis ekonomiska region  och landskapet Päijänne-Tavastland, i den södra delen av landet, 140 km nordost om huvudstaden Helsingfors. Öns area är 0,1 hektar och dess största längd är 50 meter i nord-sydlig riktning.